# Trans Maldivian Airways
Trans Maldivian Airways — мальдивская авиакомпания со штаб-квартирой в Мале, осуществляющая чартерные перевозки на гидросамолётах по туристическим объектам всей страны.
Портом приписки авиакомпании является международный аэропорт имени Ибрагима Насира в Мале.
В 2013 году компания Blackstone выкупила обе мальдивские авиакомпании Maldivian Air Taxi и Trans Maldivian Airways, эксплуатировавшие гидросамолёты, объединённый перевозчик получил название, совпадающее с официальным названием второй авиакомпании.

## История
Авиакомпания Hummingbird Island Helicopters была основана в 1989 году и вплоть до 1997 года занималась чартерными туристическими перевозками на вертолётной технике. В 1997 году компания приобрела свой первый гидросамолёт и после этого, прекратив использование вертолётов, к январю 1999 года переориентировалась исключительно на гидропланы.
В 2013 году авиакомпания вошла в состав вновь сформированного укрупнённого на базе двух мальдивских операторов перевозчика, получившего название Trans Maldivian Airways.

## Флот

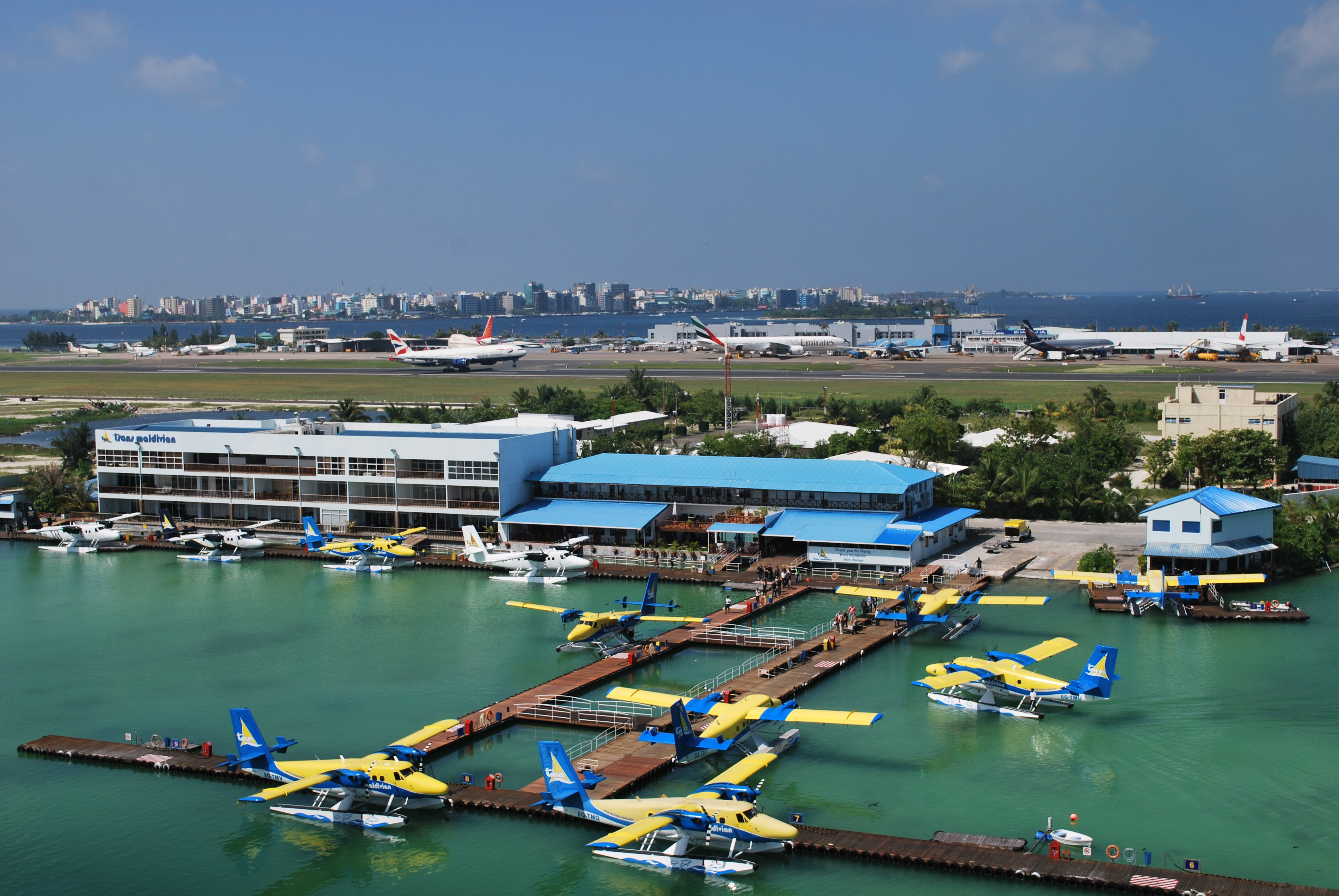
Терминал авиакомпании Trans Maldivian Airways

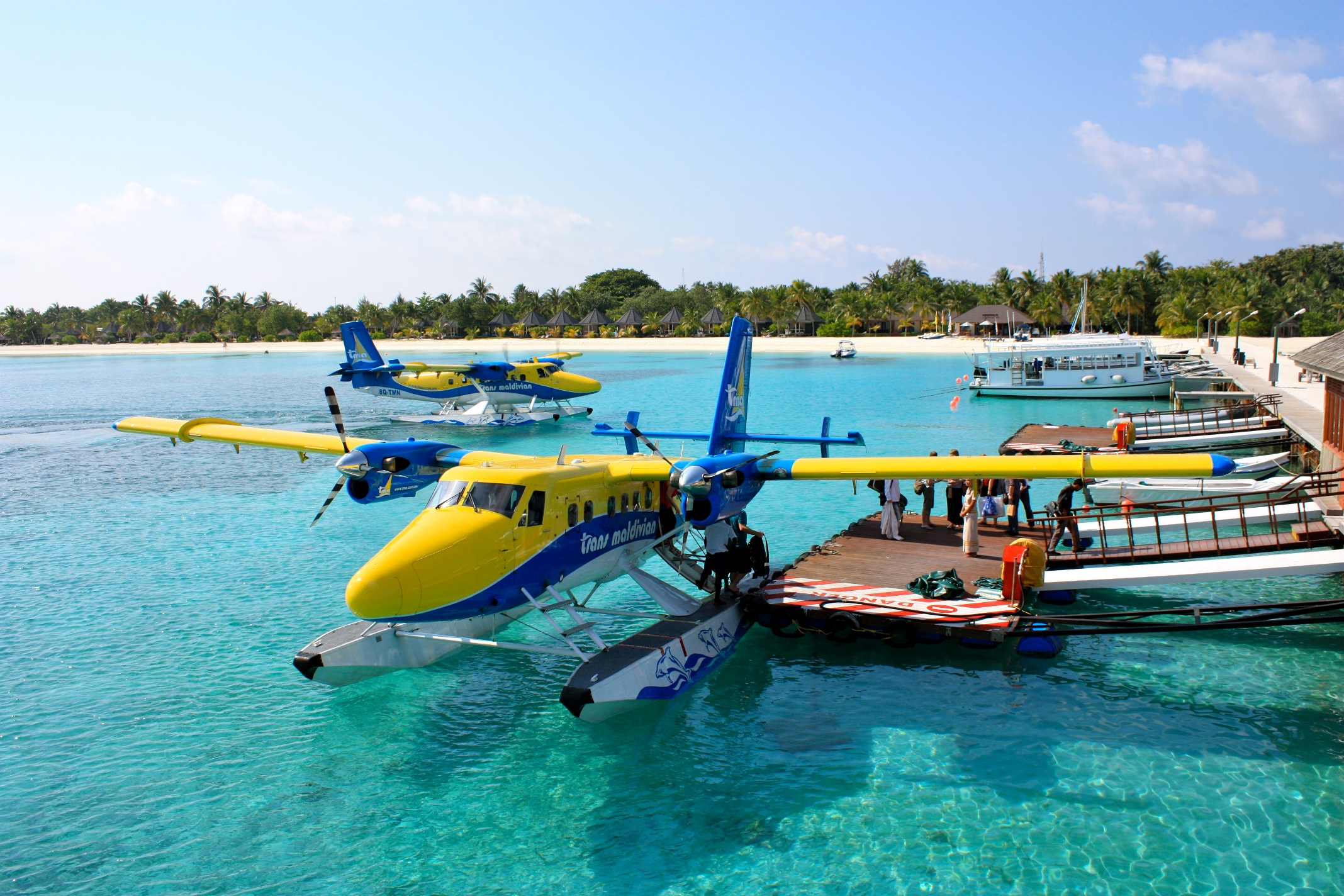
Самолёт авиакомпании в Куреду

## Инциденты и авиапроисшествия
До объединения, под брендом Trans Maldivian Airways:
- 19 февраля 2001 года. De Havilland Canada DHC-6 Twin Otter серии 100 (регистрационный 8Q-TMA) столкнулся с De Havilland Canada DHC-6 Twin Otter серии 300 (регистрационный 8Q-TMH) при совершении посадки на Холидей-Айленд-Резорт. Пострадавших в результате инцидента не оказалось.
- 17 мая 2004 года. De Havilland Canada DHC-6 Twin Otter серии 300 столкнулся с дамбой взлётно-посадочной полосы 18 международного аэропорта имени Ибрагима Насира в результате технических проблем, возникших сразу после взлёта с базы гидропланов в Хулуле неподалёку от международного аэропорта Мале. Оба пилота и один пассажир получили серьёзные травмы. Гидроплан был списан и впоследствии использовался компанией Viking Air Limited в качестве демонстрационного объекта, а затем как прототип создания следующей 400-й серии. В 2008 году гидроплан снова вернулся в эксплуатацию в качестве 400-й серии и получил новый регистрационный номер C-FDHT.